# Amores prohibidos
Amores prohibidos es un libro de Florencia Canale publicado por Editorial Planeta en 2013.
Es una novela, basada en la vida sentimental de Manuel Belgrano.

## Argumento
El libro, está centrado en las relaciones amorosas que Manuel Belgrano tuvo en forma paralela a su actividad política y militar que desarrolló en Argentina. Se respetaron en la obra los hechos históricos tal cual pasaron en la realidad, relata los encuentros con Cornelio Saavedra, Gregorio Funes, Juan José Castelli, Baltasar Hidalgo de Cisneros, Hipólito Vieytes, Juan José Viamonte, Juan José y Francisco Paso y Antonio Beruti para describir el perfil político del prócer y también las aventuras de este con Josefa "Pepa" Ezcurra, cuyos padres la habían hecho casar con un primo proveniente de España, y con Dolores Helguero, una joven perteneciente la burguesía de la ciudad argentina de Tucumán.

## Televisión
La Televisión Pública Argentina está realizando una adaptación en formato miniserie de la novela, proyecto que debió finalizar en junio de 2020 pero la pandemia existente en esa fecha en el mundo provocó una demora en los plazos del mismo. La miniserie consta de cuatro capítulos que conmemoran el 250º aniversario del nacimiento y 200.º del fallecimiento del creador de la bandera argentina.